# Регіональні ліги Кенії
Регіональні ліги Кенії (англ. Kenyan Regional Leagues) — змагання з футболу з-поміж клубів Кенії, в ході якого визначаються чемпіони країни в регіональних лігах. У системі футбольних ліг Кенії займає 4-й щабель, між Дивізіоном 1 та Чемпіонатами Кенійських округ. Складається з 8-и регіональних ліг.

## Історія
З початком сезону 2014 року Кенійські регіональні ліги (раніше відомі як Кенійські провінціональні ліги) були посунуті з третього рівня чемпіонату Кенії, оскільки почав функціонувати новий другий дивізіон чемпіонату, Національна суперліга Кенії, й тепер регіональні рівні опинилися у системі футбольних ліг на 4-у щаблі, знаходячись між Дивізіоном 1 та Чемпіонатами кенійських округ. Ці змни відбулися в рамках впровадження Федерацією футболу Кенії нової 6-рівневої системи футбольних ліг у країні.

## Формат змагання
На базі колишніх провінцій Кенії існує 8 регіональних ліг, деякі з яких в свою чергу поділяються на ряд зон. Найкращі команди кожної зони грають у плей-оф  ліги за право підвищитися в класі, а переможці плей-оф чемпіонату переходять у відповідну зону у Дивізіону 1.
У сезоні 2013 року всі 7 переможців плей-оф ліги потрапили у відповідні зони Дивізіону 1, разом з двома командами, які вилетіли з Прем'єр-ліги, враховуючи розформування «Матаре Юз» наприкінці сезону 2012 року.

## Дивізіони та піддивізіони

### Східна частина
- Прибережна регіональна ліга
- Східна регіональна ліга
- Регіональна ліга Найробі
- Північно-східна регіональна ліга

### Західна частина
- Регіональна ліга Центральної провінції
- Регіональна ліга Ньянза
- Регіональна ліга Рифт-Валлі
- Західна Регіональна ліга